# Звенигородский, Вадим Владимирович

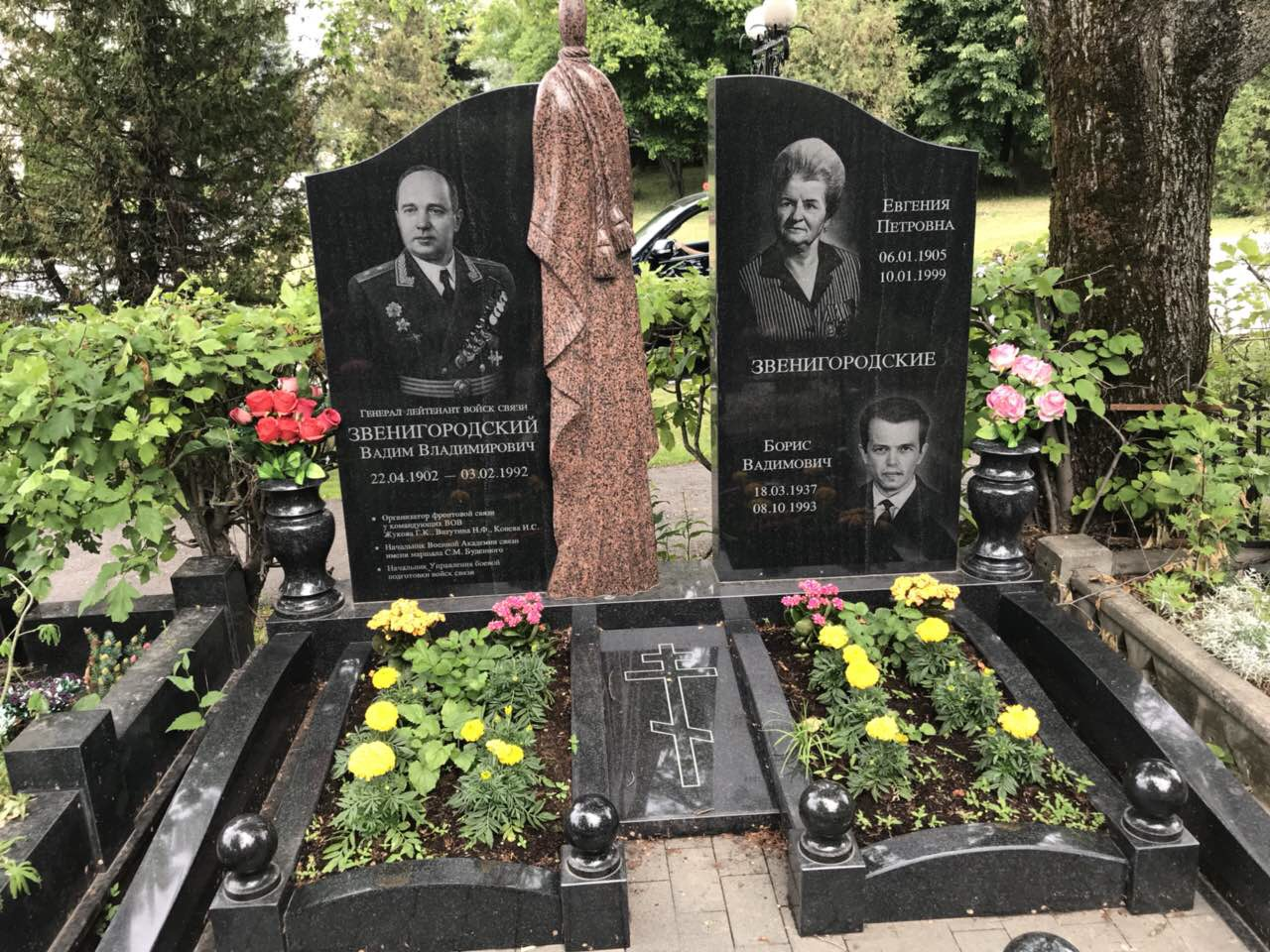
Памятник. Троекуровское кладбище 2 уч.

Вадим Владимирович Звенигородский (род. 22 апреля 1902 — 3 февраля 1992) — советский военный деятель, генерал-лейтенант войск связи. Член ВКП(б).

## Биография
Родился 22 апреля 1902 года, в районе Русские Фольварки в городе Каменце-Подольском, Подольская губерния, Российская империя. В 1919 году окончил среднюю школу в городе Куйбышев.
В феврале 1922 был призван в ряды РККА. Начал службу краснофлотцем Каспийского флотского полуэкипажа в Баку, участвовал в Гражданской войне, в 1923 году вступил в ряды КПСС.
Военное образование получил сначала в Военно-политической школе ПривВО (1923), затем обучался в Ленинградской военной школе связи (1924—1928 г.), Киевском военном училище связи и Военно-технической академии РККА имени Ф. Э. Дзержинского.
С 1939 по 1940 участвовал в советско-финской войны, занимал должности начальника штаба полка связи ЛенВО и начальника связи 173 стрелковой дивизии Прибалтийского военного округа (1939). Начальник 1 отделения отдела связи Прибалтийского особого военного округа (1940).
Участник Великой Отечественной войны (с 1941 по 1945). Начальник оперативно-технического отдела управления связи Северо-Западного фронта (1941). Начальник управления связи Северо-Западного фронта (1942). Заместитель начальника управления связи Воронежского фронта (1943). 
Закончил войну в звании полковника, в должности первого заместителя начальника управления связи 1-го Украинского фронта. В боевых характеристиках и аттестациях отмечалась его инициативность, находчивость, решительность, смелость в бою, настойчивость и точность в выполнении поставленных задач в самых трудных условиях (pamyat-naroda.ru).
Генерал-майор войск связи (27.06.1945 г.), генерал-лейтенант войск связи (31.05.1954 г.).
С 1946 по 1948 гг. — начальник войск связи Центральной группы войск.
С 1948 по 1949 гг. — начальник Научно-исследовательского испытательного института связи Сухопутных войск.
С 1949 по 1951 г.г. — начальник Центрального научного исследовательского-испытательного института связи Вооруженных Сил СССР.
C 1951 по 1953 гг. — начальник Военной академии связи им. маршала С. М. Буденного.
С 1953 по 1957 г.г. — начальник Военной инженерной академии связи им. С. М. Буденного.
С 1957 по 1959 г.г. — начальник 1 управления начальника связи Вооруженных Сил СССР.
С 1959 по 1961 гг. — начальник боевой подготовки войск связи Управления начальника войск связи Министерства обороны СССР.
С 1961 года — в отставке. Жил в Москве.
Умер в Москве в 1992 году. Похоронен на Троекуровском кладбище (2 участок.)

### Семья
Жена: Евгения Петровна Звенигородская (Кузнецова) (06.01.1905 — 10.01.1999) — заслуженный учитель школы РСФСР.
Сын: Гертруд Вадимович Звенигородский (21.07.1929 — 28.09.2016) — генерал-майор войск связи (1982 г.), кандидат военных наук, заслуженный деятель науки РСФСР, доктор экономических наук (1986 г.), Академик, Академии наук РСФСР (1990 г.), профессор (2000 г.), член Союза писателей России (2007). Жена: Любовь Ивановна Звенигородская (22.07.1944 — 11.07.2015). Сын — Сергей (1954 г.р.). Дочь — Наталья (1962 г.р.). Дочь — Евгения (1970 г.р.). Сын — Вадим (1972 г.р.).
Сын: Борис Вадимович Звенигородский (18.03.1937 — 08.10.1993).

## Награды
- Орден Ленина (06.11.1947 г.)
- Орден Красного Знамени (21.03.1940 г., 10.12.1943 г., 03.11.1944 г., 20.04.1953 г.)
- Орден Отечественной войны 1 степени (10.01.1944 г., 1985)
- Орден Кутузова II степени (31.05.1945)
- Орден Красной Звезды (02.05.1942)
- Медаль «За взятие Берлина» (09.06.1945 г.)
- Медаль «За освобождение Праги» (09.06.1945 г.)[4]